# 开姆尼茨火车总站

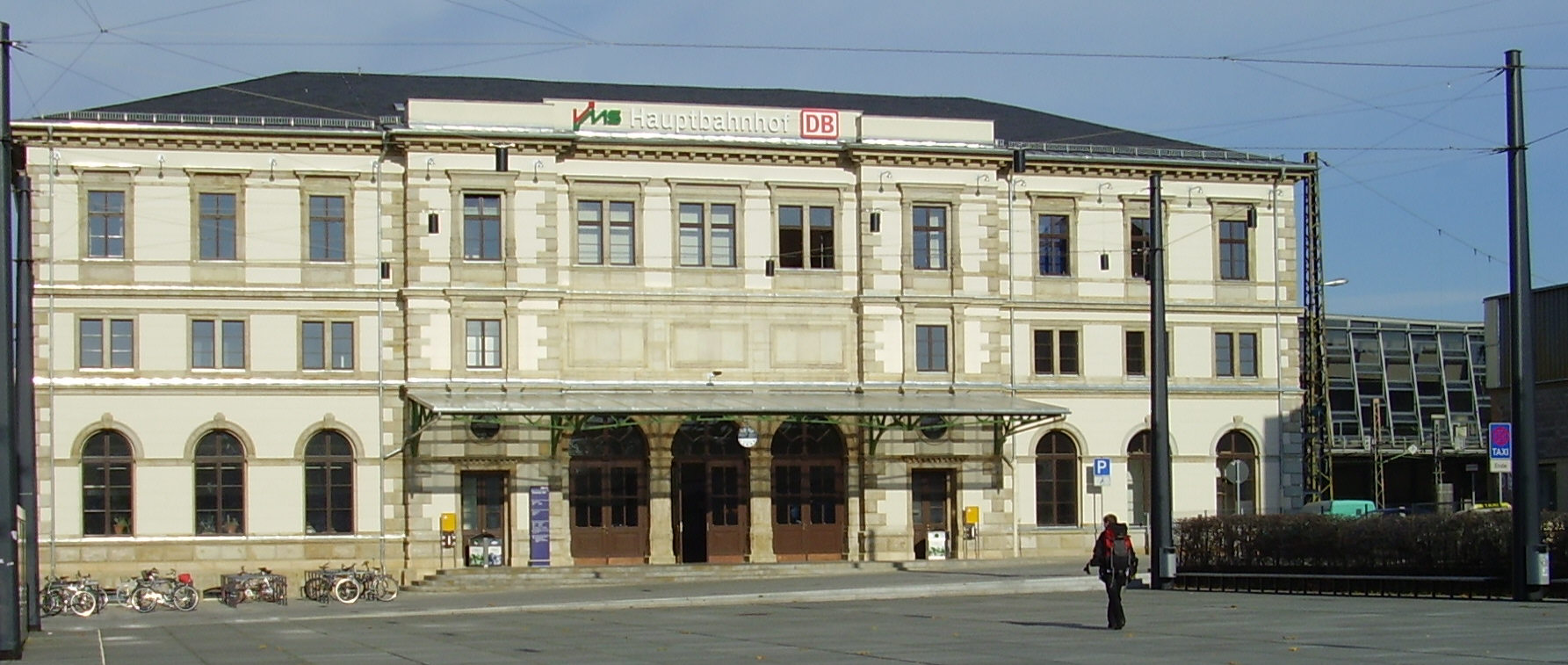
开姆尼茨火车总站

凱姆尼茲中央車站（德語：Chemnitz Hauptbahnhof）是德國薩克森州城市凱姆尼茲的主要鐵路車站。

## 历史
1852年，凱姆尼茲有了自己的首條鐵路。1872年，凱姆尼茲車站完工。1930年時，凱姆尼茲車站媒體有約80,000人乘車，和萊比錫站相當。二戰期間，車站遭到了嚴重損壞，戰後得到了重建。